# Црква Св. Арханђела Михаила у Мекој Груди (Билећа)
Црква Св. Арханђела Михаила је српска православна црква која се налази у месту Трнов До удаљеном два километра од села Мека Груда, а 15 километара од Билеће. Тачна година изградње објекта није позната. Иако је изнад врата уклесана 1410. година, претпоставља се да је саграђена много пре тога, а да је наведене године обновљена и дограђена. Црква је проглашена националним спомеником Босне и Херцеговине 2006. године.

## Изглед
Кров цркве је од камених плоча, а врата од исклесане и издубљене стене. Црква је обновљена 1795. године, а реконструкција је урађена 1984. године. Припрада црквама дубровачких градитеља.

## Легенда
Према народном предању војвода Влатко Вуковић је у Цркви Св. Арханђела Михаила причестио војску приликом одласка у бој на Косово.